# Festuca venezuelana
Festuca venezuelana är en gräsart som beskrevs av Stancík. Festuca venezuelana ingår i släktet svinglar, och familjen gräs. Inga underarter finns listade i Catalogue of Life.